# Trois Histoires
Pour plus de détails, voir Fiche technique et Distribution.
Trois Histoires (Три истории, Tri istorii) est un film russo-ukrainien réalisé par Kira Mouratova, sorti en 1997. Le film fait partie de la Liste des 100 meilleurs films de l'histoire du cinéma ukrainien.

## Synopsis

### Histoire 1:Chaufferie n° 6
Tikhomirov, un modeste employé, apporte une armoire à la chaufferie où travaille son ami Guena. 
Ce dernier est également poète à ses heures perdus.
Dans l'armoire se trouve le cadavre nu de la voisine de Tikhomirov.

### Histoire 2:Ophélie
Ofa travaille aux archives de l'hôpital. Elle n'aime ni les hommes, ni les femmes, ni les enfants. Elle porte une attention particulière aux mères qui abandonnent leurs enfants à la maternité étant été abandonnée elle-même.

### Histoire 3:La Petite fille et la Mort
Dans la chambre d'un appartement communautaire habite un vieil homme en fauteuil roulant. Une petite fille voisine vient le voir. Dans la conversation spontanément, elle lui annonce que lorsqu'il sera mort, sa mère et elle emménageront dans sa chambre - l'idée qu'elle a sans doute entendue d'un adulte.
Le vieil homme apprend à la fille à jouer aux échecs, lui lit un livre, et elle, à son tour, apporte discrètement un verre d'eau contenant du poison à rats. Après avoir bu cette eau, le vieil homme meurt.

## Fiche technique
- Titre original : Три истории, Tri istorii
- Titre français : Trois Histoires
- Réalisation : Kira Mouratova
- Scénario : Sergueï Chetvertkov, Renata Litvinova et Vera Storojeva
- Costumes : Aliona Stepanova
- Photographie : Guennadi Kariouk
- Montage : Valentina Oleynik
- Pays d'origine : Russie - Ukraine
- Format : Couleurs - 35 mm - 1,37:1 - Mono
- Genre : comédie
- Durée : 105 minutes
- Dates de sortie :
  - Allemagne : 18 février 1997 (Berlinale 1997)
  - Russie : 13 mars 1987

## Distribution
- Sergueï Makovetski : Tikhomirov
- Leonid Kouchnir : Gena
- Jan Daniel (Жан Эдуардович Даниэль) : Venia
- Renata Litvinova : Ofelia
- Ivan Okhlobystine : médecin amoureux d'Ofélie
- Oleg Tabakov : vieil homme
- Lilia Mourlykina : fille

## Distinctions

### Récompense
- Kinotavr 1997 : prix spécial du jury

### Sélection
- Berlinale 1997 : sélection en compétition officielle[1]